# Болото Гниения
Боло́то Гние́ния (лат. Palus Putredinis) — морской участок на Луне, в бассейне Моря Дождей. Ограничен кратером Архимед на северо-западе, Апеннинами на юго-востоке и небольшими материковыми участками — с других сторон. К северу от болота находится кратер Автолик, с запада — горы Архимеда.
В восточной части Болота Гниения находится район Хедли-Апеннины, где совершил посадку лунный модуль Аполлона-15. В этой области был найден один из самых известных образцов лунного грунта, доставленных на Землю, получивший название Камень Бытия, возрастом 4,1 миллиарда лет. На приведённой фотографии, в нижней правой части снимка, хорошо различима извилистая полоса, проходящая по восточному краю кратера Хедли С (Hadley C). Это борозда Хедли (Hadley Rille), извилистый каньон шириной от одного до полутора километров и глубиной около 400 метров. В районе Хедли-Апеннины астронавтами Аполлона-15 установлена мемориальная табличка с именами погибших советских и американских космонавтов. Возле таблички лежит небольшая алюминиевая фигурка астронавта в скафандре.
К северу от Болота Гниения расположен залив Лунника, район, где совершила жесткую посадку Луна-2, первая в мире автоматическая станция, достигшая поверхности Луны.
Селенографические координаты центра — 27°22′ с. ш. 0°00′ в. д. / 27,36° с. ш. 0° в. д., размер — около 180 км.